# Argostemma annamiticum
Argostemma annamiticum är en måreväxtart som beskrevs av Henry Nicholas Ridley. Argostemma annamiticum ingår i släktet Argostemma och familjen måreväxter.
Artens utbredningsområde är Vietnam. Inga underarter finns listade i Catalogue of Life.